# カミムスビ

古事記による「天地開闢」における神々

カミムスビ（神産巣日、神皇産霊、神魂）は、日本神話に登場する神。カミムスヒ、カムムスビ、カムムスヒともする。別天津神・造化三神のうちの一柱。

## 概要
『古事記』では神産巣日神、『日本書紀』では神皇産霊尊、『出雲国風土記』では神魂命と書かれる。
「産霊」は生産・生成を意味する言葉で、高皇産霊神とともに「創造」を神格化した神である。
「産巣日（むすび）」は太陽の創生を意味する言葉で、一種の太陽神として神格化された神でもある。
『古事記』では、少名毘古那神（スクナビコナ）は神産巣日神の子である。

## 記述
天地開闢の時、天之御中主神（アメノミナカヌシ）・高御産巣日神（タカミムスビ）の次に高天原に出現し、造化の三神の一柱とされる。冒頭の記述では性のない独神とされているが、御祖神という記述、大国主神が八十神らによって殺されたとき、大国主神の母の刺国若比売が神産巣日神に願い出て、遣わされた𧏛貝比売と蛤貝比売が「母の乳汁」を塗って治癒したことから女神であるともされる。
『古事記』で語られる神産巣日神は高天原に座して出雲系の神々を援助する祖神的存在であり、他の神々からは「御祖（みおや）」と呼ばれている。須佐之男命が大気都比売神を殺したとき、その死体から五穀が生まれ、神産巣日神がそれを回収したとされる。
『日本書紀』では出雲系の神々が語られないため、カミムスビはタカミムスビの対偶神として存在するのみで特にエピソードは無い。
『出雲国風土記』では島根半島の地名起源譚に登場する、土地神たちの御祖として「神魂命」の名が現れる。キサカイヒメ・ウムカイヒメなど土地神たちの多くは女性神であり、母系社会の系譜上の母神として存在したと考えられる。

## 系譜
特に配偶神（夫神）については記されていないが、複数の御子神がいるとされる。

### 古事記
- 𧏛貝比売
- 蛤貝比売
- 少名毘古那神 - 大国主神と協力して国造り

### 出雲国風土記
- 支佐加比売命 - 𧏛貝比売と同神[5]
- 宇武賀比売命 - 蛤貝比売と同神[5]
- 八尋鉾長依日子命
- 天御鳥命
- 天津枳比佐可美高日子命
- 綾門日女命
- 真玉著玉之邑日女命

### その他
- 天御食持命 - 後裔の天道根命は紀伊国造等の祖
- 天神玉命 - 後裔の賀茂建角身命は賀茂県主氏（天神系）の祖
- 角凝魂命 - 度会氏・忌部氏等の祖
- 櫛真乳魂命 - 中臣氏・卜部氏・伊勢国造等の祖
- 伊久魂命 - 賀茂氏の祖